# Rolf Franke
Rolf Franke (Amsterdam, 7 aprile 1967) è un ex cestista e allenatore di pallacanestro olandese.
È il figlio di Wim Franke e il padre di Yannick Franke.

## Carriera
Con i Paesi Bassi ha disputato i Campionati europei del 1989.

## Palmarès

### Giocatore
- Campionato olandese: 8

Den Helder: 1988-89, 1989-90, 1990-91, 1991-92, 1994-95
Den Bosch: 1995-96, 1996-97
Amsterdam: 1998-99
- Coppa d'Olanda: 3

Den Helder: 1992
Amsterdam: 1998, 1999

### Allenatore
- Coppa d'Olanda: 1

Leida: 2019
- Allenatore dell'anno Dutch Basketball League: 1

Leida: 2019